# Macrúrids

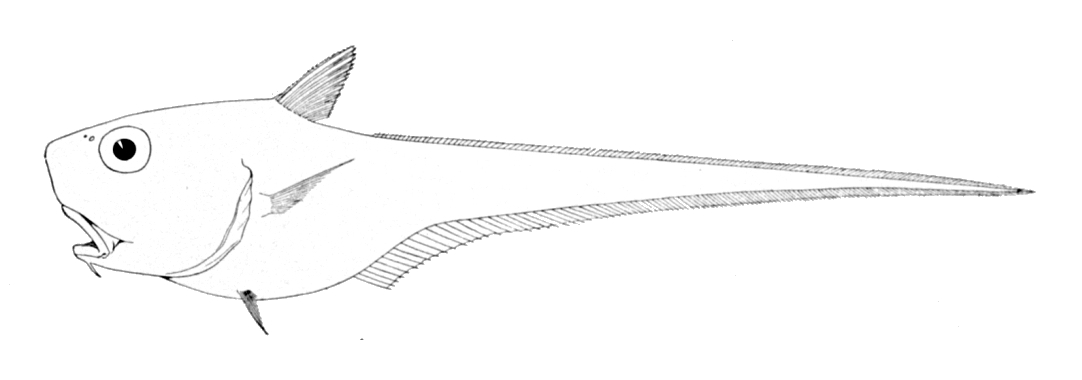
Cetonurus globiceps

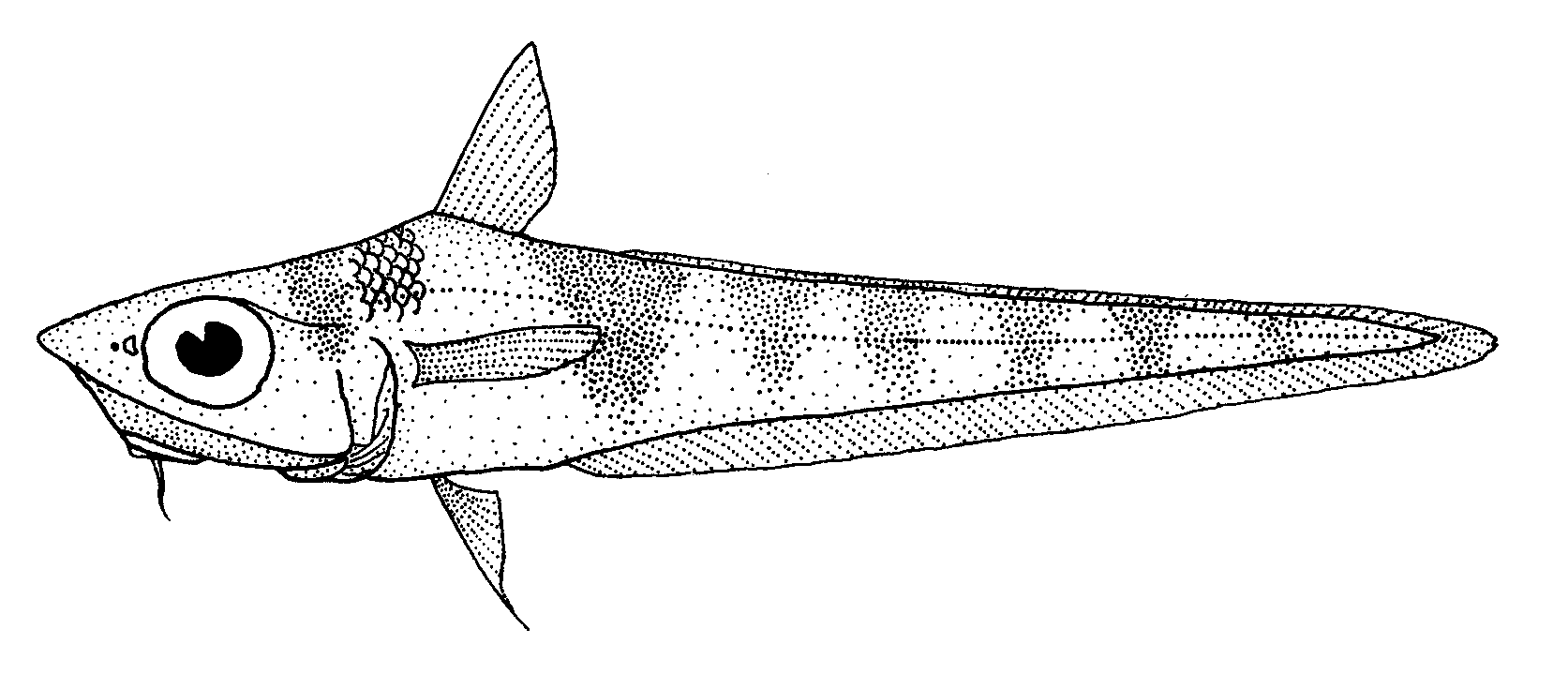
Caelorinchus fasciatus

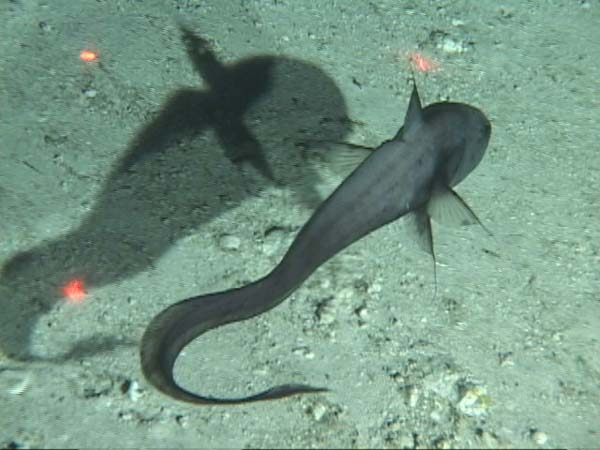
Gadomus sp.

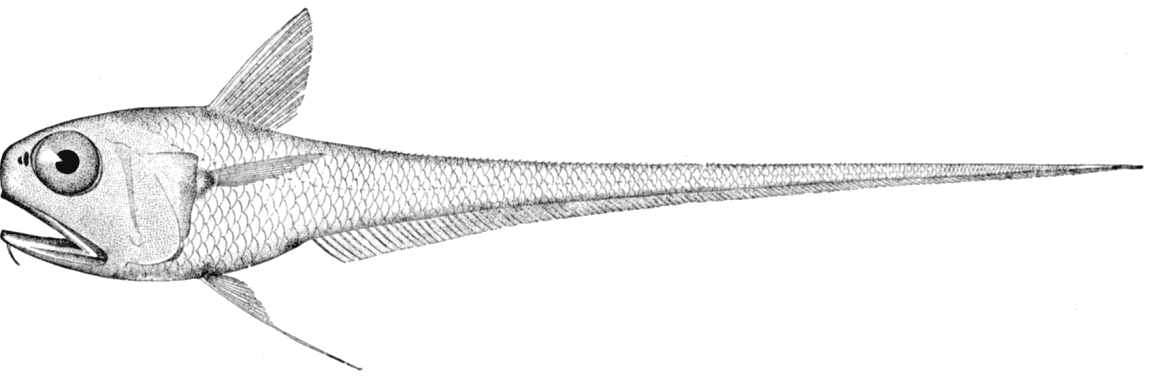
Hymenocephalus italicus

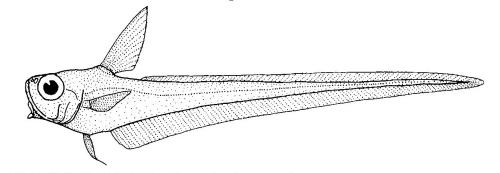
Lucigadus nigromaculatus

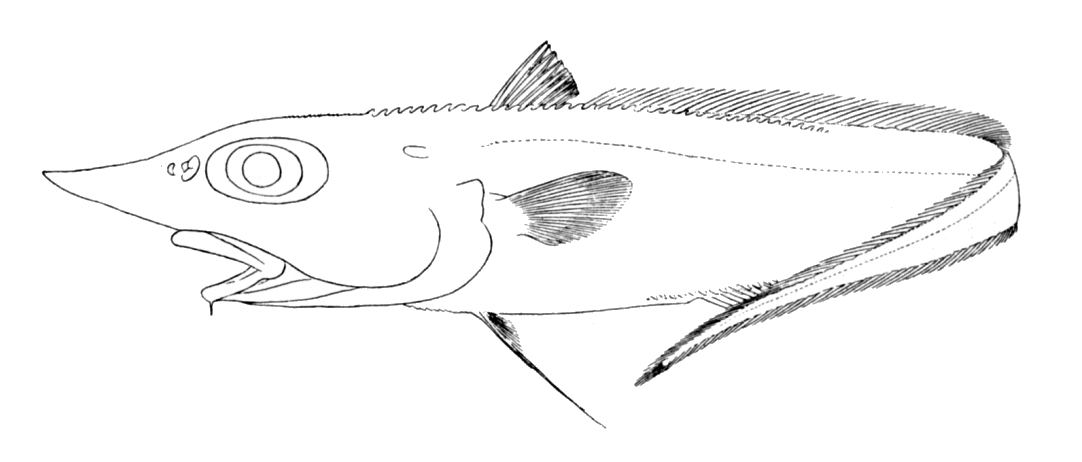
Trachyrincus scabrus

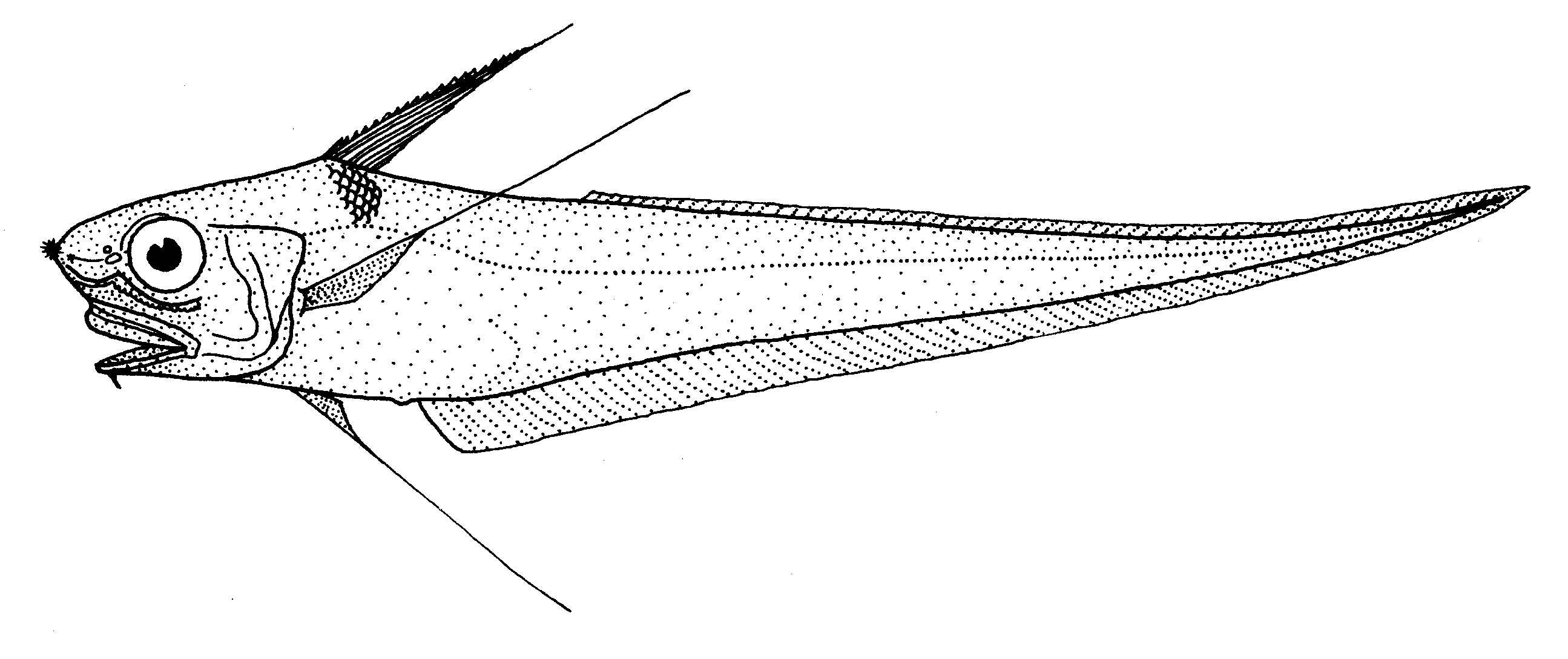
Coryphaenoides subserrulatus

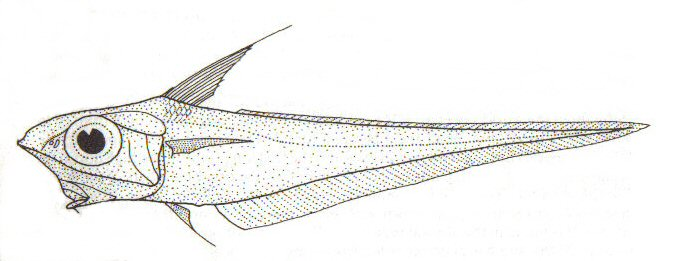
Caelorinchus oliverianus

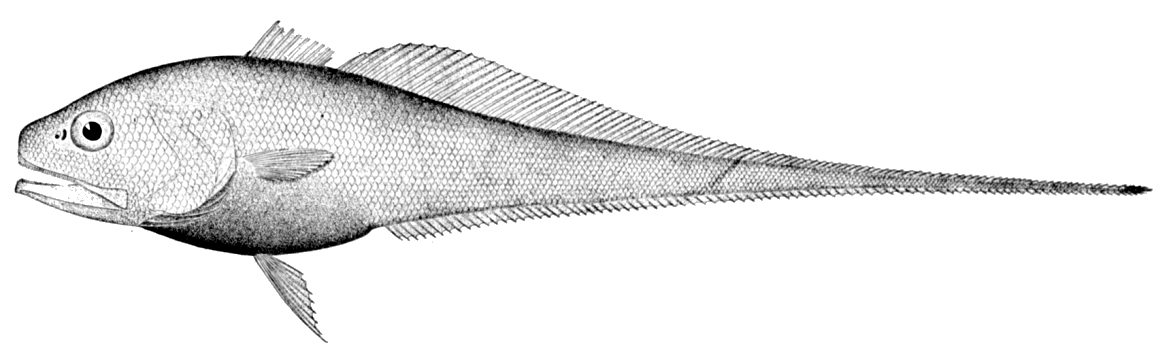
Bathygadus favosus

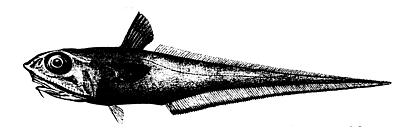
Macrourus berglax

Els macrúrids (Macrouridae) són una família de peixos teleostis marins de l'ordre dels gadiformes.

## Morfologia
Es caracteritzen per tindre el cos allargat, gruixut a la regió anterior, però comprimit i molt prim cap enrere. Les escates poden ésser petites o relativament grans, sovint rugoses i espinoses. Línia lateral present. Cap gruixut, rostre cònic i, de vegades, acabant en punta afilada. Boca ínfera o subínfera, amb els premaxil·lars protràctils. Sovint amb una barbeta sensorial al mentó. Mandíbules, generalment, amb dents petites i fines, disposades en bandes. Obertures branquials amples. Una primera aleta dorsal, curta i inserida, més o menys, al nivell de les pectorals; el primer radi és espinós, llarg i pot ésser serrat. La segona dorsal és molt llarga, confluent amb l'anal, la qual és també llarga i oposada a la dorsal. Aleta anal, habitualment, més alta que la segona dorsal. Presència d'aletes pectorals. Pèlviques en posició pectoral o jugular. Hymenocephalus gracilis n'és el més petit amb 10 cm de llargària màxima i Albatrossia pectoralis n'és el més gros amb 1,5 m.

## Reproducció
La reproducció és ovípara.

## Alimentació
Mengen peixos, crustacis pelàgics (com ara, amfípodes) i cefalòpodes. Algunes espècies són carronyeres.

## Hàbitat i distribució geogràfica
Són bentònics i batipelàgics (entre 200 i 2.000 m de fondària) i es troben des de l'Àrtic fins a l'Antàrtic.

## Gèneres
- Albatrossia (Jordan & Gilbert, 1898)[6]
  - Albatrossia pectoralis (Gilbert, 1892)[7]
- Asthenomacrurus (Sazonov & Shcherbachev, 1982)
- Bathygadus (Günther, 1878)[8]
- Cetonurichthys (Sazanov & Shcherbachev, 1982)[9]
  - Cetonurichthys subinflatus (Sazonov & Shcherbachev, 1982)
- Cetonurus (Günther, 1887)[10]
- Coelorinchus (Giorna, 1809)[11]
- Coryphaenoides (Gunner, 1761)[12]
- Cynomacrurus (Dollo, 1909)[13]
  - Cynomacrurus piriei (Dollo, 1909)
- Echinomacrurus (Roule, 1916)[14]
- Gadomus (Regan, 1903)[15]
- Haplomacrourus (Trunov, 1980)[16]
  - Haplomacrourus nudirostris (Trunov, 1980)
- Hymenocephalus (Giglioli, 1884)[17]
- Idiolophorhynchus (Sazonov, 1981)[18]
  - Idiolophorhynchus andriashevi (Sazonov, 1981)
- Kumba (Marshall, 1973)[19]
- Kuronezumia (Iwamoto, 1974)[20]
- Lepidorhynchus (Richardson, 1846)[21]
  - Lepidorhynchus denticulatus (Richardson, 1846)
- Lucigadus (Gilbert & Hubbs, 1920)[22]
- Macrosmia (Merrett, Sazonov & Shcherbachev, 1983)[23]
  - Macrosmia phalacra (Merrett, Sazonov & Shcherbachev, 1983)[24]
- Macrouroides (Smith & Radcliffe, 1912)[25]
  - Macrouroides inflaticeps (Smith & Radcliffe, 1912)[26]
- Macrourus (Bloch, 1786)[27]
- Macruroplus
  - Macruroplus potronus (Pequeño, 1971)
- Malacocephalus (Günther, 1862)[28]
- Mataeocephalus (Berg, 1898)[29]
- Mesobius (Hubbs & Iwamoto, 1977)[30]
- Nezumia (Jordan, 1904)[31]
- Odontomacrurus (Norman, 1939)[32]
  - Odontomacrurus murrayi (Norman, 1939)[33]
- Paracetonurus (Marshall, 1973)[34]
  - Paracetonurus flagellicauda (Koefoed, 1927)[35]
- Pseudocetonurus (Sazonov & Shcherbachev, 1982)[36]
  - Pseudocetonurus septifer (Sazonov & Shcherbachev, 1982)[37]
- Pseudonezumia (Okamura, 1970)[38]
- Sphagemacrurus (Fowler, 1925)[39]
- Squalogadus (Gilbert & Hubbs, 1916)[40]
  - Squalogadus modificatus (Gilbert & Hubbs, 1916)[41]
- Trachonurus (Günther, 1887)[42]
- Trachyrincus (Giorna, 1809)[11]
- Ventrifossa (Gilbert & Hubbs, 1920)[22][43][44][45][46][47]